# Carrer dels Arcs (Falset)
El Carrer dels Arcs és una via pública amb quatre perxes de Falset (Priorat) protegida com a Bé Cultural d'Interès Local.

## Descripció
Aquest carrer es caracteritza per l'existència de quatre passos coberts o perxes. Les arcades són de pedra i bé arrebossades i tipològicament diferents.

## Història
El carrer avui anomenat del Arcs degué constituir l'espai entre les cases del poble i la muralla o les cases que hi eren adossades, constituint una espècie de fossa defensiva a l'estil d'altres que es troben a la comarca. Amb l'engrandiment de la vila deixà de tenir valor estratègic i s'autoritzà l'obertura de les portes.